# 19262 Lucarubini
19262 Lucarubini è un asteroide della fascia principale. Scoperto nel 1995, presenta un'orbita caratterizzata da un semiasse maggiore pari a 2,6507647 au e da un'eccentricità di 0,2005951, inclinata di 6,36146° rispetto all'eclittica.